# Deutsche Wildermannwerke Chemische Fabriken
Deutsche Wildermannwerke Chemische Fabriken GmbH war ein Tochterunternehmen der Stinnes AG in Niederkassel-Lülsdorf. Der erste Leiter Meyer Wildermann ließ hier mit Hilfe des von ihm entwickelten Verfahrens zur Kali- und Natriumelektrolyse produzieren. Heute gehört das Werk zu Evonik unter dem Namen Evonik Industries, Werk Lülsdorf.

## Geschichte
Am 7. November 1912 wurde das Werk gegründet, um den Strom vom Braunkohlekraftwerk „Vorgebirgszentrale“ abzunehmen. Die weiteren Teilhaber der Deutschen Wildermannwerke waren ebenfalls Tochterfirmen des Stinnes-Konzerns: Die Deutsch-Luxemburgische-Bergwerks- und Hütten AG, die Rheinisch-Westfälische Elektrizitätswerk AG und die Gewerkschaft „Zeche Mathias Stinnes“. Der Standort Lülsdorf in Rheinnähe wurde aufgrund der hochwassersicheren Lage ausgewählt.
1917 wurde Meyer Wildermann von Friedrich Minoux als Geschäftsführer abgelöst. Kaliumchlorat, das u. a. in der Sprengstoffherstellung Verwendung fand, war im Ersten Weltkrieg das Hauptprodukt des Werkes. 1920 wurde das Werk Teil der Stinnes-Holding „Koholyt AG“. In den 1920er Jahren wurde hauptsächlich Korund hergestellt.
Nach dem Tod von Hugo Stinnes sen. gelangte das Werk 1926 in den Besitz der englischen Firma Inveresk-Paper Co. Ltd. Während der Weltwirtschaftskrise erwarb das damals größte deutsche Zellstoff- und Papierunternehmen Feldmühle AG die Koholyt AG 1930. Das Werk Lülsdorf firmierte fortan als Feldmühle, Papier- und Zellstoffwerke AG Werk Koholyt Lülsdorf. Im Zweiten Weltkrieg wurden zunehmend Kriegsgefangene und Zwangsarbeiter aus der Ukraine, Polen, Italien, Belgien, den Niederlanden und Spanien in Lülsdorf eingesetzt.
1950 wurde die Produktionspalette um Pottasche erweitert. 1962, als die Feldmühle AG einen Anteil an der Dynamit Aktiengesellschaft vorm. Alfred Nobel & Co. erwarb, wurde das Werk in Dynamit Nobel AG, Werk Feldmühle Lülsdorf umbenannt, weil es von der Feldmühle AG verpachtet worden war. Für Dynamit Nobel, einen Hersteller von Polyvinylchlorid (PVC), war die Chloralkali-Elektrolyse der Lülsdorfer interessant, da durch sie das bis dahin zugekaufte Monomer Vinylchlorid selbst produziert werden konnte.
Der Produktionsstart an Alkali-Alkoholaten erfolgte 1957. Das Hinzutreten von Natriumaluminat bedeutete den Einstieg in eine Spezialchemie der Elektrolyse. Zwischen 1959 und 2000 setzte das Werk Lülsdorf diese Strategie fort. Ab 1962 wurden die Alkoholate zu den heute noch produzierten Orthoestern Trimethylorthoformiat (TMOF) und Triethylorthoformiat (TEOF) weiterverarbeitet.
1968 erwarb Dynamit Nobel von der Feldmühle AG das bis dahin gepachtete Gelände. Das Werk Lülsdorf hieß fortan Dynamit Nobel AG, Werk Lülsdorf. 1976 hatte es 1600 Mitarbeiter. 1988 wurde es zusammen mit dem Chemieteil der Dynamit Nobel AG an die Hüls AG verkauft und firmierte bis 1999 unter dem Namen Hüls AG, Werk Lülsdorf. Danach war es ein Werk der Degussa-Hüls AG bzw. der Degussa AG, Düsseldorf.
Seit September 2007 ist das Werk Lülsdorf ein Standort von Evonik Industries. Es hat 500 Mitarbeiter.

## Verkehrsanbindung
Das Werk liegt direkt am Rhein und hat somit Zugang zur Rheinschifffahrt. Eine Zugverbindung nach Troisdorf ist durch die Strecke der Kleinbahn Siegburg–Zündorf gegeben.